# Gran Premio d'Ungheria 2020
Il Gran Premio d'Ungheria 2020 è stata la terza prova della stagione 2020 del campionato mondiale di Formula 1. La gara si è corsa domenica 19 luglio sul circuito dell'Hungaroring di Budapest, in Ungheria, ed è stata vinta dal britannico Lewis Hamilton su Mercedes, all'ottantaseiesimo successo nel mondiale; Hamilton ha preceduto al traguardo l'olandese Max Verstappen su Red Bull Racing-Honda e il suo compagno di squadra, il finlandese Valtteri Bottas.

## Vigilia

### Sviluppi futuri
La Williams conferma l'attuale coppia di piloti titolari, George Russell e Nicholas Latifi, anche per la stagione 2021.

### Aspetti tecnici
La Pirelli, fornitrice unica degli pneumatici, porta per questo Gran Premio gomme di mescola C2, C3 e C4, le stesse utilizzate per i primi due Gran Premi della stagione.
La FIA stabilisce due zone per l'utilizzo del Drag Reduction System: la prima sul rettifilo dei box, la seconda tra la curva 1 e la curva 2. Vi è un unico punto per la determinazione del distacco fra piloti, fissato prima della curva 14.
In questa edizione viene aggiunta un'ulteriore zona in cui i piloti possono essere sanzionati qualora dovessero andare oltre i limiti imposti della pista. I sensori vengono posizionati nella zona del tracciato compresa tra le curve 11 e 12, oltre alla già stabilita zona della curva 4 delle edizioni precedenti.

### Aspetti sportivi
Inizialmente programmato per il 2 agosto, a causa della pandemia di COVID-19 la FIA è stata costretta a modificare il calendario, annullando e spostando alcune gare. Nel nuovo calendario degli appuntamenti europei, la Federazione inverte le date del Gran Premio d'Ungheria e di quello di Gran Bretagna, anticipando così di due settimane la disputa della gara ungherese, che si tiene a porte chiuse, come le due precedenti.
A causa delle restrizioni imposte nel paese per l'emergenza sanitaria ai cittadini non comunitari, la tenuta della gara era stata messa in dubbio, pochi giorni prima della stessa.
Per la seconda volta dopo il 2018, tra il Gran Premio di Francia e il Gran Premio di Gran Bretagna, il campionato prevede tre gare in tre weekend di fila. La gara, come le due precedenti disputate in Austria, si tiene a porte chiuse. Mai il Gran Premio d'Ungheria, da quando è una prova iridata, si era disputato così presto nel corso dell'anno.
In questa stagione, il Gran Premio è sponsorizzato da Aramco, una compagnia nazionale saudita di idrocarburi.
L'ex pilota di Formula 1, il britannico Derek Warwick, è nominato commissario aggiunto per la gara. Ha svolto già in passato tale funzione, l'ultima al Gran Premio di Abu Dhabi 2019.
Il polacco Robert Kubica ha preso il posto di Kimi Räikkönen all'Alfa Romeo Racing, nel corso della prima sessione di prove libere del venerdì.

## Prove

### Resoconto
Lewis Hamilton ottiene il miglior tempo nella prima sessione di prove libere del venerdì. Il campione del mondo ottiene una prestazione di oltre un secondo più veloce del miglior tempo della stessa sessione del 2019. La sessione si è tenuta con temperatura dell'asfalto più ridotta del solito, vista anche la presenza di una pioggia lieve, che non ha però costretto i piloti a montare gomme da bagnato.
Alle spalle di Hamilton si è piazzato Valtteri Bottas, compagno di scuderia alla Mercedes. Il finlandese è rimasto staccato di meno di un decimo, ma ha ottenuto il tempo con gomme medie, a differenza di Hamilton che ha usato quelle di mescola più dura. Le Racing Point hanno ottenuto il terzo e quarto tempo, con Sergio Pérez che ha subito anche il dechappamento di uno pneumatico. Daniel Ricciardo, con il quinto tempo, ha preceduto le due Ferrari, che hanno mostrato una certa competitività sul passo di gara. Più indietro, invece, sono terminate le vetture della Red Bull Racing.
Pierre Gasly, pilota della Scuderia AlphaTauri, non ha potuto effettuare nessun giro a causa di problemi tecnici alla power unit.
La sessione pomeridiana è stavolta condizionata dalla pioggia, tanto che solo tredici piloti hanno fatto segnare tempi cronometrati. Il più veloce, con gomme da bagnato, è stato Sebastian Vettel, della Ferrari, che ha preceduto di due decimi Valtteri Bottas e di oltre un secondo Carlos Sainz Jr.. Le condizioni sono poi migliorate, tanto da consentire di montare gomme da bagnato intermedio, anche se Vettel ha ottenuto la sua prestazione con gomme da bagnato estremo. La scivolosità della pista ha prodotto alcuni errori di guida dei piloti, senza conseguenze.
Tra i piloti che non hanno voluto utilizzare la sessione c'è anche Lewis Hamilton, che ha preferito salvaguardare un treno di gomme wet in vista delle incerte previsioni meteorologiche per la gara di domenica.
Nella notte tra venerdì e sabato la Red Bull Racing lavora sull'assetto delle sue monoposto, utilizzando una delle due opportunità previste dal regolamento per infrangere il coprifuoco notturno, senza che ciò comporti delle penalità sulla griglia di partenza.
La sessione del sabato mattina si tiene su pista asciutta. Torna a comandare la classifica la Mercedes, che piazza Bottas al primo posto, con 42 millesimi di vantaggio sul suo compagno di team, Hamilton. A meno di due decimi ha chiuso Sergio Pérez, che ha preceduto Charles Leclerc e l'altro portacolori della Racing Point, Lance Stroll, che è stato anche protagonista di un testacoda alla prima curva.

### Risultati
Nella prima sessione del venerdì si è avuta questa situazione:
| Pos | Nº | Pilota          | Costruttore               | Tempo    | Gap    | Giri |
| --- | -- | --------------- | ------------------------- | -------- | ------ | ---- |
| 1   | 44 | Lewis Hamilton  | Mercedes                  | 1'16"003 |        | 37   |
| 2   | 77 | Valtteri Bottas | Mercedes                  | 1'16"089 | +0"086 | 37   |
| 3   | 11 | Sergio Pérez    | Racing Point-BWT Mercedes | 1'16"530 | +0"527 | 20   |

Nella seconda sessione del venerdì si è avuta questa situazione:
| Pos | Nº | Pilota           | Costruttore     | Tempo    | Gap    | Giri |
| --- | -- | ---------------- | --------------- | -------- | ------ | ---- |
| 1   | 5  | Sebastian Vettel | Ferrari         | 1'40"464 |        | 12   |
| 2   | 77 | Valtteri Bottas  | Mercedes        | 1'40"736 | +0"272 | 5    |
| 3   | 55 | Carlos Sainz Jr. | McLaren-Renault | 1'41"784 | +1"320 | 6    |

Nella sessione del sabato si è avuta questa situazione:
| Pos | Nº | Pilota          | Costruttore               | Tempo    | Gap    | Giri |
| --- | -- | --------------- | ------------------------- | -------- | ------ | ---- |
| 1   | 77 | Valtteri Bottas | Mercedes                  | 1'15"437 |        | 18   |
| 2   | 44 | Lewis Hamilton  | Mercedes                  | 1'15"479 | +0"042 | 20   |
| 3   | 11 | Sergio Pérez    | Racing Point-BWT Mercedes | 1'15"598 | +0"161 | 16   |

## Qualifiche

### Resoconto
La minaccia della pioggia costringe i piloti a uscire subito in pista in Q1. Max Verstappen coglie il primo tempo di riferimento, battuto in seguito dalle due Mercedes. Nel frattempo la pioggia, debole, fa capolino sul tracciato.
Lance Stroll si insedia al terzo posto, davanti all'altro pilota della Racing Point, Sergio Pérez; seguono Charles Leclerc, Max Verstappen, le due McLaren, Sebastian Vettel e Alexander Albon.
Hamilton riprende la vetta dei tempi, mentre Valtteri Bottas non riesce a migliorarsi, a differenza delle Red Bull Racing, che restano però alle spalle delle Racing Point e di Leclerc. Poco dopo Daniel Ricciardo si inserisce al sesto posto.
La pista si migliora nella parte finale di sessione. Ciò consente a Vettel, che sarebbe fuori dalla fase successiva, di risollevarsi al quarto posto. Il tempo del tedesco è poi battuto da Lando Norris e Carlos Sainz Jr.. Fa progressi anche Esteban Ocon, che entra in zona qualificazione. Passano alla fase successiva anche le due Williams, per la prima volta dal Gran Premio d'Italia 2018. Vengono eliminati Daniil Kvjat, le due Haas e le due Alfa Romeo Racing. Per la prima volta in carriera Kimi Räikkönen si qualifica in ultima posizione senza dovere scontare penalità.
Nella seconda fase, nella quale le gomme scelte per il giro più veloce devono essere tenute anche per la partenza della gara, Racing Point e Mercedes optano per la mescola media, a differenza di tutti gli altri team che optano per quella più morbida. Ciò non impedisce a Lewis Hamilton di battere il record del tracciato, con 1'14"261.
I tempi delle vetture anglo-tedesche sono di 8 decimi migliori di quelli di Ferrari e Red Bull. Anche le McLaren si trovano sui tempi di queste due scuderie, mentre sono più in ritardo le Racing Point, che però montano gomme meno performanti sul giro secco. Quest'ultima scuderia opta anche nel secondo tentativo per le gomme medie: questo però non le impedisce di portare entrambe le vetture in Q3, visto che pochi avversari migliorano i propri tempi.
Sono eliminati Ricciardo e George Russell, che comunque è più rapido di Albon e Ocon. L'ultimo non qualificato è l'altro pilota della Williams, Nicholas Latifi. Albon si lamenta alla radio per il traffico trovato sulla pista, nell'ultimo suo giro veloce.
Sono solo nove i piloti che affrontano la Q3: Pierre Gasly, pilota della Scuderia AlphaTauri, non può effettuare nessun giro, a causa di un problema al motore. Al termine delle qualifiche la scuderia italiana decide di sostituire la power unit sulla monoposto del francese; ciò non comporta però nessuna penalizzazione in griglia. Lewis Hamilton chiude il primo tentativo in 1'13"613, lasciando a tre decimi Bottas, mentre Stroll è terzo, staccato di un secondo. Max Verstappen si posiziona quarto, lasciandosi alle sue spalle le due McLaren e le due Ferrari. Pérez aveva chiuso con un tempo migliore di quello delle vetture italiane, ma il suo tempo viene annullato.
Le Ferrari migliorano, cogliendo quarto e quinto tempo. Anche Lance Stroll si migliora, scalando terzo, battendo anche il suo compagno di scuderia, Pérez, che è quarto. Riescono ad abbassare ancora i tempi sia Hamilton che Bottas: il campione del mondo ferma il cronometro a 1'13"447. Chi non migliora è Verstappen, che è settimo.
Hamilton conquista la novantesima pole position nel mondiale, la settima all'Hungaroring. I risultati della Racing Point in prova sono i migliori dal secondo posto di Nico Hülkenberg al Gran Premio d'Austria 2016, quando ancora si chiamava Force India.

### Risultati
Nella sessione di qualifica si è avuta questa situazione:
| Pos                         | Nº | Pilota             | Costruttore               | Q1       | Q2       | Q3          | Griglia |
| --------------------------- | -- | ------------------ | ------------------------- | -------- | -------- | ----------- | ------- |
| 1                           | 44 | Lewis Hamilton     | Mercedes                  | 1'14"907 | 1'14"261 | 1'13"447    | 1       |
| 2                           | 77 | Valtteri Bottas    | Mercedes                  | 1'15"474 | 1'14"530 | 1'13"554    | 2       |
| 3                           | 18 | Lance Stroll       | Racing Point-BWT Mercedes | 1'14"895 | 1'15"176 | 1'14"377    | 3       |
| 4                           | 11 | Sergio Pérez       | Racing Point-BWT Mercedes | 1'14"681 | 1'15"394 | 1'14"545    | 4       |
| 5                           | 5  | Sebastian Vettel   | Ferrari                   | 1'15"455 | 1'15"131 | 1'14"774    | 5       |
| 6                           | 16 | Charles Leclerc    | Ferrari                   | 1'15"793 | 1'15"006 | 1'14"817    | 6       |
| 7                           | 33 | Max Verstappen     | Red Bull Racing-Honda     | 1'15"495 | 1'14"976 | 1'14"849    | 7       |
| 8                           | 4  | Lando Norris       | McLaren-Renault           | 1'15"444 | 1'15"085 | 1'14"966    | 8       |
| 9                           | 55 | Carlos Sainz Jr.   | McLaren-Renault           | 1'15"281 | 1'15"267 | 1'15"027    | 9       |
| 10                          | 10 | Pierre Gasly       | AlphaTauri-Honda          | 1'15"767 | 1'15"508 | senza tempo | 10      |
| 11                          | 3  | Daniel Ricciardo   | Renault                   | 1'15"848 | 1'15"661 | N.D.        | 11      |
| 12                          | 63 | George Russell     | Williams-Mercedes         | 1'15"585 | 1'15"698 | N.D.        | 12      |
| 13                          | 23 | Alexander Albon    | Red Bull Racing-Honda     | 1'15"722 | 1'15"715 | N.D.        | 13      |
| 14                          | 31 | Esteban Ocon       | Renault                   | 1'15"719 | 1'15"742 | N.D.        | 14      |
| 15                          | 6  | Nicholas Latifi    | Williams-Mercedes         | 1'16"105 | 1'16"544 | N.D.        | 15      |
| 16                          | 20 | Kevin Magnussen    | Haas-Ferrari              | 1'16"152 | N.D.     | N.D.        | 16      |
| 17                          | 26 | Daniil Kvjat       | AlphaTauri-Honda          | 1'16"204 | N.D.     | N.D.        | 17      |
| 18                          | 8  | Romain Grosjean    | Haas-Ferrari              | 1'16"407 | N.D.     | N.D.        | 18      |
| 19                          | 99 | Antonio Giovinazzi | Alfa Romeo Racing-Ferrari | 1'16"506 | N.D.     | N.D.        | 19      |
| 20                          | 7  | Kimi Räikkönen     | Alfa Romeo Racing-Ferrari | 1'16"614 | N.D.     | N.D.        | 20      |
| Tempo limite 107%: 1'19"908 |    |                    |                           |          |          |             |         |

In grassetto sono indicate le migliori prestazioni in Q1, Q2 e Q3.

## Gara

### Resoconto
Nel giro di formazione, su pista bagnata, Max Verstappen perde il controllo della sua vettura, terminando contro le barriere e perdendo l'alettone anteriore. L'olandese riesce a raggiungere la griglia di partenza, dove i meccanici della Red Bull Racing riescono a sistemare la monoposto in tempo per la partenza.
A causa della pista umida tutti i piloti optano per le gomme da bagnato intermedio, con il solo Kevin Magnussen che monta gomme da bagnato estremo. Al termine del giro di ricognizione le due Haas, quindi anche Grosjean, rientrano ai box per montare gomme da asciutto, e così partendo dalla corsia dei box.
Lewis Hamilton mantiene agevolmente il comando, anche a causa della cattiva partenza di Valtteri Bottas, che viene passato da diversi piloti. Lance Stroll è invece autore di un'ottima partenza da portarlo al secondo posto, alle spalle di Max Verstappen. Dietro al pilota della Red Bull ci sono le due Ferrari, poi Bottas, Sergio Pérez, Carlos Sainz Jr. e Daniel Ricciardo.
La scelta di passare alle gomme da asciutto viene seguita subito da tutti i piloti. Al secondo giro passano ai box sia Leclerc, che monta gomme soft, che Bottas, che sceglie le medie. Il giro dopo è il turno di Hamilton, poi Lance Stroll e Sebastian Vettel, seguiti da Pérez, Albon e Sainz Jr.: tutti scelgono le gomme medie. Max Verstappen attende il quarto giro, così come le due Renault. La Williams rimanda in gara Nicholas Latifi al sopraggiungere di Sainz Jr.: i due si toccano, con il canadese che dechappa una gomma. Scelta opposta della Ferrari che fa attendere qualche secondo a Vettel, per evitare dei contatti, facendo perdere alcune posizioni al tedesco.
Al termine di questi cambi gomme la classifica vede al comando Lewis Hamilton, con 7"8 su Verstappen, 10"5 su Kevin Magnussen, 14"6 su Romain Grosjean. Seguono, poi, Stroll, Leclerc, Bottas, Vettel, Albon, Pérez e Ricciardo. Al settimo giro Valtteri Bottas attacca Charles Leclerc, che però con un'ottima manovra difensiva mantiene la posizione. Due giri dopo, però, il monegasco deve cedere la posizione. Il finlandese della Mercedes prosegue la sua rimonta, superando, al dodicesimo giro, Grosjean. Nello stesso passaggio un errore di guida di Vettel consente ad Alexander Albon di recuperare una posizione. Leclerc, già in crisi con le gomme soft, viene messo sotto pressione da Albon, e ciò consente a Vettel di avvicinarsi a quest'ultimi due. Le scuderie mettono i piloti sull'avviso che la pioggia potrà tornare sul tracciato.
Lance Stroll passa Magnussen al sedicesimo giro, ed è terzo. Il danese deve cedere ancora una posizione, al giro successivo, a Bottas. Leclerc non tiene più Alexander Albon, e lascia spazio anche al compagno di team Vettel. Il monegasco si ferma ai box al ventinovesimo giro, per montare gomme dure, e cercare di completare la gara senza altre soste.
Al trentesimo giro Albon passa anche Grosjean, per la sesta piazza. Sebastian Vettel passa ai box, per montare gomme dure, con la stessa strategia seguita dal compagno di team. Lewis Hamilton conduce il Gran Premio con un margine di 14"8 su Verstappen, 31"9 su Lance Stroll, 33"6 su Valtteri Bottas, 57"4 su Kevin Magnussen. Completano la zona punti poi Albon, Grosjean, Pérez, Ricciardo e Sainz Jr..
Bottas effettua la sua seconda sosta ai box al trentatreesimo giro, montando gomma media. Due giri dopo si ferma anche Alexander Albon, che monta gomme dure. Nei giri successivi si fermano tutti i piloti delle prime posizioni. Hamilton monta gomme di mescola media, mentre Verstappen sceglie le dure. Al quarantacinquesimo giro la gara vede in testa Hamilton, che ha un ampio margine (21"2) su Max Verstappen, ma l'olandese vede avvicinarsi Bottas. Mantiene la quarta posizione Lance Stroll seguito, a distanza, da Vettel, poi Albon, che ha Sergio Pérez subito dietro. Nella zona punti troviamo quindi Ricciardo, Magnussen e Leclerc.
Bottas effettua il terzo pit stop al quarantanovesimo giro: il finnico monta un set di gomme dure. Tre giri dopo si ferma nuovamente Stroll, che rientra in pista comunque davanti a Vettel. Leclerc, penalizzato da gomme usurate, esce dalla zona punti al sessantaquattresimo giro, passato da Carlos Sainz Jr., dopo un bel duello. Il giro dopo Lewis Hamilton passa ai box, per montare un set di gomme fresche, e cercare di cogliere il giro veloce, che assegna un punto supplementare. Il britannico è però penalizzato, per alcuni giri, da dei doppiaggi.
Al sessantaseiesimo passaggio Vettel non chiude perfettamente la curva 2, consentendo così ad Alexander Albon di prendergli la posizione. Negli ultimi giri Bottas cerca invano di avvicinarsi a Verstappen, mentre Hamilton abbassa ancora il limite di pista, con il giro veloce della gara, portandolo a 1'16"627.
Lewis Hamilton conquista la sua ottantaseiesima vittoria nel mondiale di Formula 1. È l'ottava vittoria del britannico nel Gran Premio d'Ungheria, che eguaglia così il record di vittorie in un singolo Gran Premio, posseduto da Michael Schumacher nel Gran Premio di Francia. Completano il podio Max Verstappen e Valtteri Bottas. Kimi Räikkönen arriva al traguardo per la duecentoquarantaseiesima volta in una gara valida per il campionato mondiale di Formula 1, stabilendo così un nuovo record.

### Risultati
I risultati del Gran Premio sono i seguenti:
| Pos | Nº | Pilota             | Costruttore               | Giri | Tempo/Ritiro | Griglia | Punti |
| --- | -- | ------------------ | ------------------------- | ---- | ------------ | ------- | ----- |
| 1   | 44 | Lewis Hamilton     | Mercedes                  | 70   | 1h36'12"473  | 1       | 26    |
| 2   | 33 | Max Verstappen     | Red Bull Racing-Honda     | 70   | +8"702       | 7       | 18    |
| 3   | 77 | Valtteri Bottas    | Mercedes                  | 70   | +9"452       | 2       | 15    |
| 4   | 18 | Lance Stroll       | Racing Point-BWT Mercedes | 70   | +57"579      | 3       | 12    |
| 5   | 23 | Alexander Albon    | Red Bull Racing-Honda     | 70   | +1'18"316    | 13      | 10    |
| 6   | 5  | Sebastian Vettel   | Ferrari                   | 69   | +1 giro      | 5       | 8     |
| 7   | 11 | Sergio Pérez       | Racing Point-BWT Mercedes | 69   | +1 giro      | 4       | 6     |
| 8   | 3  | Daniel Ricciardo   | Renault                   | 69   | +1 giro      | 11      | 4     |
| 9   | 55 | Carlos Sainz Jr.   | McLaren-Renault           | 69   | +1 giro      | 9       | 2     |
| 10  | 20 | Kevin Magnussen    | Haas-Ferrari              | 69   | +1 giro      | PL      | 1     |
| 11  | 16 | Charles Leclerc    | Ferrari                   | 69   | +1 giro      | 6       |       |
| 12  | 26 | Daniil Kvjat       | AlphaTauri-Honda          | 69   | +1 giro      | 17      |       |
| 13  | 4  | Lando Norris       | McLaren-Renault           | 69   | +1 giro      | 8       |       |
| 14  | 31 | Esteban Ocon       | Renault                   | 69   | +1 giro      | 14      |       |
| 15  | 7  | Kimi Räikkönen     | Alfa Romeo Racing-Ferrari | 69   | +1 giro      | 20      |       |
| 16  | 8  | Romain Grosjean    | Haas-Ferrari              | 69   | +1 giro      | PL      |       |
| 17  | 99 | Antonio Giovinazzi | Alfa Romeo Racing-Ferrari | 69   | +1 giro      | 19      |       |
| 18  | 63 | George Russell     | Williams-Mercedes         | 69   | +1 giro      | 12      |       |
| 19  | 6  | Nicholas Latifi    | Williams-Mercedes         | 65   | +5 giri      | 15      |       |
| Rit | 10 | Pierre Gasly       | AlphaTauri-Honda          | 15   | Cambio       | 10      |       |

Lewis Hamilton riceve un punto addizionale per avere segnato il giro più veloce della gara.

## Classifiche mondiali

### Piloti
| Pos | Pilota             | Punti |
| --- | ------------------ | ----- |
| 1   | Lewis Hamilton     | 63    |
| 2   | Valtteri Bottas    | 58    |
| 3   | Max Verstappen     | 33    |
| 4   | Lando Norris       | 26    |
| 5   | Alexander Albon    | 22    |
| 6   | Sergio Pérez       | 22    |
| 7   | Charles Leclerc    | 18    |
| 8   | Lance Stroll       | 18    |
| 9   | Carlos Sainz Jr.   | 15    |
| 10  | Sebastian Vettel   | 9     |
| 11  | Daniel Ricciardo   | 8     |
| 12  | Pierre Gasly       | 6     |
| 13  | Esteban Ocon       | 4     |
| 14  | Antonio Giovinazzi | 2     |
| 15  | Daniil Kvjat       | 1     |
| 16  | Kevin Magnussen    | 1     |

### Costruttori
| Pos | Costruttore               | Punti |
| --- | ------------------------- | ----- |
| 1   | Mercedes                  | 121   |
| 2   | Red Bull Racing-Honda     | 55    |
| 3   | McLaren-Renault           | 41    |
| 4   | Racing Point-BWT Mercedes | 40    |
| 5   | Ferrari                   | 27    |
| 6   | Renault                   | 12    |
| 7   | AlphaTauri-Honda          | 7     |
| 8   | Alfa Romeo Racing-Ferrari | 2     |
| 9   | Haas-Ferrari              | 1     |

## Decisioni della FIA
Al termine della gara, come accaduto nel precedente Gran Premio di Stiria, la Renault presenta la stessa protesta ai commissari contro la Racing Point, per contestare la regolarità della vettura del team inglese. I commissari accolgono anche in questo caso il reclamo presentato dal team francese; per questo motivo la quarta e la settima posizione d'arrivo di Lance Stroll e Sergio Pérez sono soggette a conferma da parte dei commissari.
La Federazione, il 7 agosto successivo, dopo avere esaminato tutte le parti contestate, dà ragione alla Renault, sentenziando che le prese d'aria della Racing Point RP20 sono una copia di quelle della vettura della Mercedes del campionato precedente. Per questa gara al team inglese, a differenza della precedente, nella prima edizione del Gran Premio di Stiria, è stata comminata una reprimenda. Anche in questo caso i piloti Lance Stroll e Sergio Pérez non vengono sanzionati. La Renault valuta blanda l'ammenda inflitta al team britannico e considera l'idea di presentare un ulteriore ricorso. Successivamente la Ferrari, la scuderia francese e la stessa Racing Point, decidono di presentare appello contro la sentenza emessa dalla Federazione, mentre McLaren e Williams rinunciano a presentare ricorso. Qualche settimana più tardi la Renault decide di ritirare l'appello contro la scuderia inglese, successivamente seguita dalla stessa Racing Point e dalla Ferrari. I team accettano quindi la sentenza emessa dalla Federazione, dopo che quest'ultima chiarisce le norme che vietano la presenza di monoposto uguali in futuro.
I commissari decidono di penalizzare di 10 secondi sul tempo di gara i due piloti della Haas, Kevin Magnussen e Romain Grosjean, per le comunicazioni via radio durante il giro di formazione, vietate dal regolamento sportivo. Giunti rispettivamente al traguardo in nona e quindicesima posizione, entrambi scalano di una posizione.
Il pilota finlandese dell'Alfa Romeo Racing Kimi Räikkönen subisce la decurtazione di un punto sulla Superlicenza per l'errato posizionamento in griglia di partenza.
Non vengono invece presi provvedimenti per il pilota thailandese della Red Bull Racing Alexander Albon, in quanto i suoi meccanici, prima della partenza del Gran Premio, hanno asciugato la sua piazzola sulla griglia di partenza, dopo la pioggia caduta in precedenza.